# بليسانت هيل (كاليفورنيا)
بليسانت هيل (بالإنجليزية: Pleasant Hill)‏ هي إحدى مدن مقاطعة كونترا كوستا، كاليفورنيا. تم إعطاءها لقب مدينة في 14 نوفمبر، 1961.

## التركيبة السكانية
حدّد مكتب تعداد الولايات المتحدة بيانات التركيبة السكانية لبليسانت هيل في تعداد الولايات المتحدة. في ما يلي، التركيبة السكانية حسب تعدادي 2000 و2010.

### تعداد عام 2000
بلغ عدد سكان بليسانت هيل 32,837 نسمة بحسب تعداد عام 2000، وبلغ عدد الأسر 13,753 أسرة وعدد العائلات 8,398 عائلة مقيمة في المدينة. في حين سجلت الكثافة السكانية 1,791.4 نسمة لكل كيلومتر مربع (4,639.7/ميل2). وبلغ عدد الوحدات السكنية 14,034 وحدة بمتوسط كثافة قدره 765.6 لكل كيلومتر مربع (1,982.9/ميل2).
وتوزع التركيب العرقي للمدينة بنسبة 81.77% من البيض و1.53% من الأمريكيين الأفارقة و0.47% من الأمريكيين الأصليين و9.43% من الأمريكيين ذوي الأصول الآسيوية و0.27% من سكان جزر المحيط الهادئ و2.32% من الأعراق الأخرى و4.19% من عرقين مختلطين أو أكثر و8.43% من الهسبانيون أو اللاتينيون من أي عرق.
بلغ عدد الأسر 13,753 أسرة كانت نسبة 29.8% منها لديها أطفال تحت سن الثامنة عشر تعيش معهم، وبلغت نسبة الأزواج القاطنين مع بعضهم البعض 48.4% من أصل المجموع الكلي للأسر، ونسبة 9.1% من الأسر كان لديها معيلات من الإناث دون وجود شريك، بينما كانت نسبة 3.6% من الأسر لديها معيلون من الذكور دون وجود شريكة وكانت نسبة 38.9% من غير العائلات. تألفت نسبة 29.1% من أصل جميع الأسر من عدة أفراد يعيشون في نفس المنزل ونسبة 9.5% كانت تتألف من شخص يعيش بمفرده يبلغ من العمر 65 عاماً أو أكثر. وبلغ متوسط حجم الأسرة المعيشية 2.35، أما متوسط حجم العائلات فبلغ 2.95.
بلغ العمر الوسطي للسكان 39.0 عاماً. وكانت نسبة 21.3% من القاطنين تحت سن الثامنة عشر، وكانت نسبة 7.2% بين الثامنة عشر والرابعة والعشرين عاماً، ونسبة 32.3% كانت واقعةً في الفئة العمرية ما بين الخامسة والعشرين والرابعة والأربعين عاماً، ونسبة 25.7% كانت ما بين الخامسة والأربعين والرابعة والستين، ونسبة 12.1% كانت ضمن فئة الخامسة والستين عاماً فما فوق. يوجد لكل 100 أنثى 95.4 ذكر، ويوجد لكل 100 أنثى في الثامنة عشر من عمرها فما فوق 92.0 ذكر.
بلغ متوسط دخل الأسرة في المدينة 67,489 دولارًا، أما متوسط دخل العائلة فبلغ 79,001 دولارًا. وكان متوسط دخل الذكور 57,278 دولارًا مقابل 42,013 دولارًا للإناث. وسجل دخل الفرد الخاص بالمدينة 33,076 دولارًا. وكانت نسبة 2.7% من العائلات ونسبة 5% من السكان تحت خط الفقر، وكان من هؤلاء نسبة 3.8% تحت سن الثامنة عشر ونسبة 4.8% في الخامسة والستين من العمر وما فوق.

### تعداد عام 2010
بلغ عدد سكان بليسانت هيل 33,152 نسمة بحسب تعداد عام 2010، وبلغ عدد الأسر 13,708 أسرة وعدد العائلات 8,285 عائلة مقيمة في المدينة. في حين سجلت الكثافة السكانية 1,808.6 نسمة لكل كيلومتر مربع (4,684.3/ميل2). وبلغ عدد الوحدات السكنية 14,321 وحدة بمتوسط كثافة قدره 781.3 لكل كيلومتر مربع (2,023.6/ميل2).
وتوزع التركيب العرقي للمدينة بنسبة 74.95% من البيض و2.07% من الأمريكيين الأفارقة و0.38% من الأمريكيين الأصليين و13.62% من الأمريكيين ذوي الأصول الآسيوية و0.20% من سكان جزر المحيط الهادئ و3.25% من الأعراق الأخرى و5.53% من عرقين مختلطين أو أكثر و12.09% من الهسبانيون أو اللاتينيون من أي عرق.
بلغ عدد الأسر 13,708 أسرة كانت نسبة 28.4% منها لديها أطفال تحت سن الثامنة عشر تعيش معهم، وبلغت نسبة الأزواج القاطنين مع بعضهم البعض 46.2% من أصل المجموع الكلي للأسر، ونسبة 9.9% من الأسر كان لديها معيلات من الإناث دون وجود شريك، بينما كانت نسبة 4.4% من الأسر لديها معيلون من الذكور دون وجود شريكة وكانت نسبة 39.6% من غير العائلات. تألفت نسبة 28.7% من أصل جميع الأسر من عدة أفراد يعيشون في نفس المنزل ونسبة 10.4% كانت تتألف من شخص يعيش بمفرده يبلغ من العمر 65 عاماً أو أكثر. وبلغ متوسط حجم الأسرة المعيشية 2.38، أما متوسط حجم العائلات فبلغ 2.96.
بلغ العمر الوسطي للسكان 40.7 عاماً. وكانت نسبة 19.8% من القاطنين تحت سن الثامنة عشر، وكانت نسبة 9.6% بين الثامنة عشر والرابعة والعشرين عاماً، ونسبة 26.8% كانت واقعةً في الفئة العمرية ما بين الخامسة والعشرين والرابعة والأربعين عاماً، ونسبة 29.9% كانت ما بين الخامسة والأربعين والرابعة والستين، ونسبة 13.9% كانت ضمن فئة الخامسة والستين عاماً فما فوق. وتوزع التركيب الجنسي للسكان بنسبة 48.5% ذكور و51.5% إناث.

## توأمة
لبليسانت هيل (كاليفورنيا) اتفاقيات توأمة مع:
- تشيلبانسينغو